# Kaori Sakamoto
Kaori Sakamoto (坂本 花織?, Sakamoto Kaori; Kōbe, 9 aprile 2000) è una pattinatrice artistica su ghiaccio giapponese specialista nel singolo.

## Carriera

### Gli inizi
Sakamoto ha iniziato a pattinare a Kōbe nel 2004. Durante la stagione 2012-13 è stata campionessa nazionale giapponese nella categoria novizi mentre ai campionati nazionali juniores si è piazzata al nono posto.

### Stagione 2013-14: debutto internazionale junior
Durante la stagione 2013-14 Sakamoto ha debuttato nel circuito ISU Junior Grand Prix, piazzandosi sesta a Ostrava, in Repubblica ceca. Ha concluso I campionati giapponesi juniores in sesta posizione.

### Stagione 2014-15
Sakamoto ha iniziato la stagione terminando settima nell'evento Junior Grand Prix di Aichi, in Giappone. Ha vinto la medaglia d'argento ai campionati nazionali juniores e poi si è piazzata sesta ai campionati senior. Questi risultati le hanno fatto guadagnare un posto ai campionati mondiali juniores che si sono svolti a Tallinn nel 2015, ottenendo il sesto posto.

### Stagione 2015-16
A inizio stagione Sakamoto ha vinto la medaglia d'argento nell'evento Junior Grand Prix di Riga, in Lettonia, ed è giunta quarta a Toruń, in Polonia. A causa di una frattura da stress alla tibia destra, nel mese di ottobre è stata lontana dal ghiaccio e ha ripreso a pattinare senza eseguire salti a novembre. Si è piazzata quinta ai campionati nazionali juniores e tredicesima ai campionati senior. Sakamoto è stata selezionata per disputare i Giochi olimpici giovanili di Lillehammer 2016, piazzandosi al sesto posto.

### Stagione 2016-17: medaglia di bronzo ai Mondiali juniores

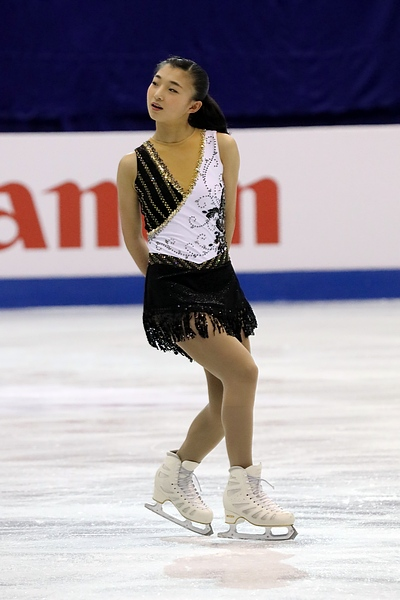
Kaori Sakamoto durante i Mondiali juniores del 2017

Sakamoto ha vinto la medaglia d'argento nell'evento Junior Grand Prix che si è svolto in Francia e l'oro nell'evento giapponese, oltre a vincere il titolo giapponese juniores. A dicembre ha conquistato la medaglia di bronzo nella finale del Grand Prix juniores che ha avuto luogo a Marsiglia, in Francia, e si è piazzata settima ai campionati giapponesi senior. Avrebbe dovuto rimpiazzare l'infortunata Satoko Miyahara ai Giochi asiatici invernali di Sapporo 2017, ma è stata bloccata da una influenza. Ai campionati mondiali juniores, disputati a Taipei nel 2017, ha ottenuto la medaglia di bronzo dietro la connazionale Marin Honda e la russa Alina Zagitova.

### Stagione 2017-18: le Olimpiadi e campionessa dei quattro continenti
Sakamoto ha cominciato la sua prima stagione completa da senior prendendo parte all'Asian Figure Skating Trophy 2017, vincendo la medaglia d'oro dopo avere ottenuto il primo posto sia nel programma corto sia in quello libero. All'U.S. Classic 2017 ha guadagnato il quarto posto. Nel corso della Rostelecom Cup 2017 ha fatto il suo debutto senior al Grand Prix, collocandosi in quinta posizione. Allo Skate America 2017 ha stabilito i suoi migliori punteggi personali in entrambi i programmi, terminando al secondo posto dietro Satoko Miyahara.
Ai campionati giapponesi ha vinto la sua prima medaglia nazionale arrivando seconda: al primo posto dopo il programma corto, il quarto posto del programma libero l'ha fatta scivolare complessivamente in seconda posizione. Questo risultato le è valso la convocazione alle Pyeongchang 2018 e ai Campionati dei Quattro continenti, mentre viene nominata come prima sostituta per i Mondiali di Milano 2018.
Ai Campionati dei Quattro continenti che si sono svolti nel mese di gennaio a Taipei, è riuscita a migliorare i propri punteggi personali in entrambi i programmi e, dopo essere giunta seconda nel programma corto, col programma libero ha recuperato una posizione vincendo la medaglia d'oro davanti alle connazionali Mai Mihara e Satoko Miyahara.
Sakamoto si è esibita nel programma libero della gara a squadre delle Olimpiadi di Pyeongchang 2018, classificandosi quinta a livello individuale e terminando infine al quinto posto con la squadra giapponese. Inoltre ha gareggiato pure nel singolo, ottenendo il miglior punteggio personale e il quinto posto nel programma corto, mentre alcuni piccoli errori commessi durante il programma libero l'hanno fatta concludere complessivamente in sesta posizione.
Dopo le Olimpiadi ha partecipato alla Coupe du Printemps 2018. Giunta prima nel programma corto, nel programma libero una caduta su una combinazione di salti doppio axel-triplo toe loop-doppio toe loop, e il declassamento di un triplo loop a doppio loop, l'hanno fatta scivolare in seconda posizione dietro Mai Mihara.

### Stagione 2018-19: primo titolo nazionale

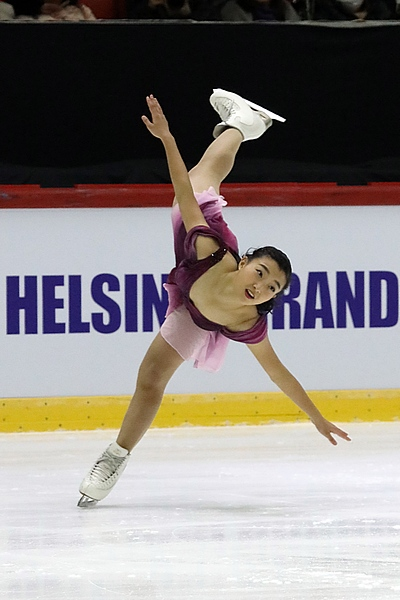
Sakamoto al GP di Helsinki nel 2018.

Sakamoto ha iniziato la stagione partecipando al CS Lombardia Trophy 2018, dove un disastroso programma corto le è valso il nono posto, prima di recuperare cinque posizioni grazie al programma libero. In seguito, Sakamoto ha dichiarato di avere avuto la sensazione di non essersi potuta allenare per il tempo necessario prima dell'evento. Allo Skate America 2018 si è confermata medaglia d'argento, ancora una volta dietro la compatriota Miyahara. Al suo secondo evento del Grand Prix, il Grand Prix di Helsinki 2018, Sakamoto è caduta due volte durante il programma corto terminando al settimo posto. Nel programma libero è arrivata seconda, classificandosi complessivamente in terza posizione.
Nella finale Grand Prix 2018-19 ha ottenuto il quarto posto in entrambi i segmenti, mancando di poco il podio dopo una caduta nell'ultima parte della sua combinazione di tre salti.
Ai campionati giapponesi 2018, Sakamoto è giunta seconda nel programma corto, con poco più di un punto di distacco dietro Miyahara, campionessa uscente per quattro volte consecutive. Nel programma libero si è piazzata ancora al secondo posto, dietro Rika Kihira, ma è riuscita a superare quest'ultima grazie al punteggio totale accumulato, conquistando così la medaglia d'oro. Viene quindi convocata per disputare i Campionati dei Quattro continenti 2019 e i campionati mondiali di Saitama 2019.
Ai Campionati dei Quattro continenti, Sakamoto si è classificata seconda nel programma corto realizzando il miglior punteggio personale, con un distacco di 0.55 punti dietro Bradie Tennell. Nel programma libero ha mancato la sua combinazione di tre salti durante il doppio axel di apertura, e nonostante abbia aggiunto un doppio toe loop al suo salto finale, Sakamoto ha perso diversi punti concludendo in quarta posizione e mancando il podio per una differenza di 0.33 punti.
Ai Mondiali di Saitama 2019 ha ottenuto il secondo posto nel programma corto, migliorando il proprio punteggio personale. Un errore nel programma libero le è valso il quinto posto e, nonostante abbia fatto registrare pure i suoi migliori punteggi personali nello stesso programma libero e nel computo complessivo, alla fine non è riuscita ad andare oltre il quinto posto.

### Stagione 2019-2020

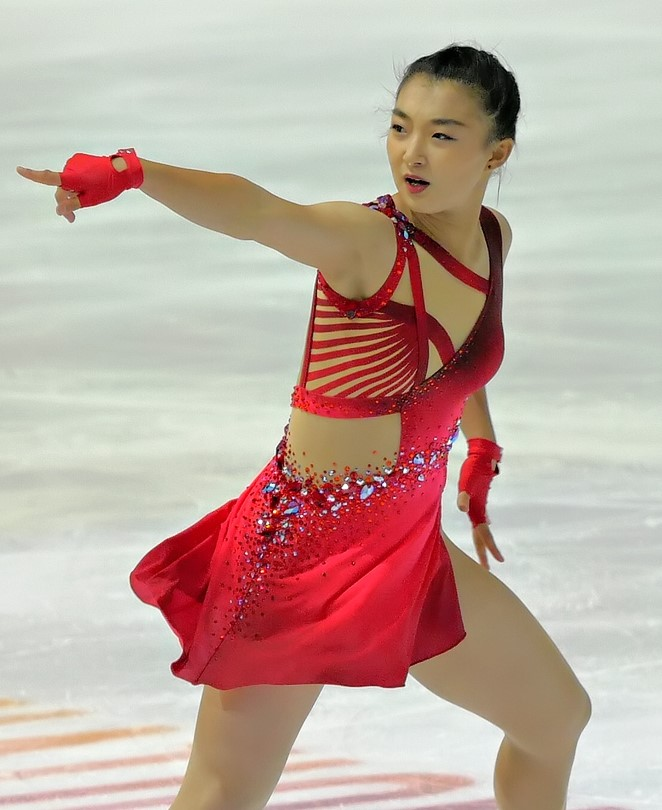
Sakamoto all'Internationaux de France nel 2019.

Kaori apre la stagione all'Ondrej Nepela Trophy, dove vince la medaglia d'argento dietro ad Aleksandra Trusova.
Prende parte allo Skate America 2019, dove è seconda dopo il programma corto e quarta dopo il libero, piazzandosi quarta in totale. La seconda tappa di Grand Prix a cui partecipa è l'Internationaux de France, dove è sesta dopo il corto e quarta dopo il libero, arrivando quindi in quarta posizione in totale. Non si qualifica per la Finale.
Ai Campionati nazionali giapponesi 2020, è terza dopo il programma corto, ma ha diversi problemi nel libero, cadendo su un salto e sottoruotandone altri. Si classifica così sesta in totale.  Dopo la gara, afferma di attribuire lei stessa molte delle difficoltà riscontrate questa stagione alla mancanza della sua amica e compagna di allenamenti Mai Mihara, che non ha preso parte alle competizioni a causa della scoliosi. Viene comunque selezionata per partecipare ai Campionati dei Quattro continenti 2020 a Seul, dove si classifica quinta.

### Stagione 2020-2021
Nonostante la quasi totale cancellazione della stagione competitiva a livello internazionale, Kaori partecipa all'NHK Trophy, che conta come una gara domestica, poiché vi prendono parte solamente pattinatori giapponesi (con l'eccezione di Young You, sudcoreana). Vince con ampio margine, guidando entrambi i segmenti di gara.
Ai Campionati Nazionali, è seconda in entrambi i segmenti di gara, vincendo l'argento dietro a Rika Kihira. Viene selezionata per i Mondiali di Stoccolma 2021, dove pattina due programmi puliti ma chiude solamente in sesta posizione. Il suo risultato, insieme al settimo posto di Kihira, permette al Giappone di qualificarsi con tre posti nella gara femminile alle Olimpiadi dell'anno successivo.
Al World Team Trophy, si classifica terza nel programma corto e seconda nel programma libero, vincendo la medaglia di bronzo insieme al resto del Team Giappone.

### Stagione 2021-2022: bronzo olimpico e oro mondiale
Kaori apre la propria stagione all'Asian Open, dove vince la medaglia di argento dietro a Mai Mihara. Alla sua prima tappa di Grand Prix, lo Skate America, chiude in quarta posizione, di poco dietro alla medaglia di bronzo, Young You. All'NHK Trophy, vince invece la medaglia d'oro, davanti alla connazionale Mana Kawabe e a Young You. I due risultati le permettono di qualificarsi per la finale del Grand Prix, che viene tuttavia cancellata in seguito all'irrigidimento delle restrizioni in Giappone dovute alla pandemia.
In seguito al ritiro di Rika Kihira, Kaori Sakamoto arriva ai Campionati Nazionali come la favorita, e vince infatti il secondo titolo nazionale, venendo nominata parte del Team Olimpico insieme a Wakaba Higuchi e Mana Kawabe.
Alle Olimpiadi, Kaori pattina il programma libero nel team event, dove il Giappone vince una storica medaglia di bronzo. Nella gara individuale, Kaori è terza dopo il corto, ottenendo un punteggio di 79,84, dietro a Kamila Valieva e Anna Ščerbakova. Nel programma libero, ottiene 153,29, mantenendo la terza posizione e vincendo la medaglia di bronzo, diventando la quarta pattinatrice giapponese a vincere una medaglia olimpica, dopo Midori Ito, Shizuka Arakawa e Mao Asada.
Il mese successivo, ai Mondiali di Montpellier 2022, Sakamoto, in assenza delle pattinatrici russe per via della guerra in Ucraina, entra in gara come la favorita per l'oro. Vince il programma corto con un personal best di 80,32, diventando così la quinta pattinatrice a totalizzare più di 80 punti senza un triplo axel, dopo Evgenija Medvedeva, Alina Zagitova, Carolina Kostner e Anna Ščerbakova. Vince anche il programma libero, totalizzando un altro personal best di 155,77, e conquista l'oro mondiale con un terzo personal best nel totale (236,09) e con un ampio margine di fronte alla pattinatrice belga Loena Hendrickx e la statunitense Alysa Liu. Diventa così la sesta pattinatrice giapponese a vincere il campionato mondiale e la prima a farlo dal 2014, che aveva visto il trionfo di Mao Asada.

## Palmarès

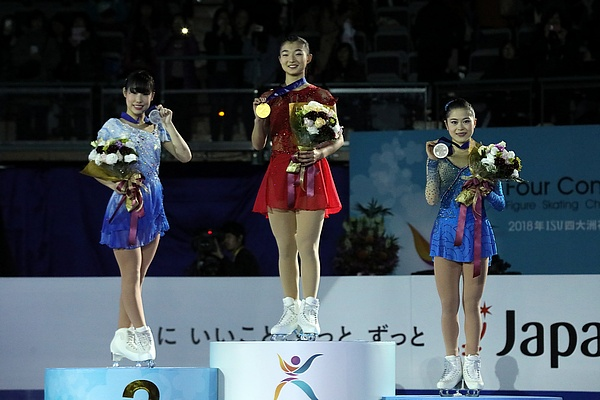
Al centro, Kaori Sakamoto con l'oro vinto ai Campionati dei Quattro continenti del 2018

| Risultati | Risultati      | Risultati      | Risultati      | Risultati      | Risultati      | Risultati      | Risultati      | Risultati      | Risultati      | Risultati      | Risultati      | Risultati      | Risultati      |
| Internazionali | Internazionali | Internazionali | Internazionali | Internazionali | Internazionali | Internazionali | Internazionali | Internazionali | Internazionali | Internazionali | Internazionali | Internazionali | Internazionali |
| Evento | 2012–13        | 2013–14        | 2014–15        | 2015-16        | 2016-17        | 2017-18        | 2018-19        | 2019-20        | 2020-21        | 2021-22        | 2022-23        | 2023-24        | 2024-25        |
| --- | -------------- | -------------- | -------------- | -------------- | -------------- | -------------- | -------------- | -------------- | -------------- | -------------- | -------------- | -------------- | -------------- |
| Giochi olimpici invernali                                                                                              |                |                |                |                |                | 6ª             |                |                |                | 3ª             |                |                |                |
| Campionati mondiali |                |                |                |                |                |                | 5ª             |                | 6ª             | 1ª             | 1ª             | 1ª             | 2ª             |
| Campionati dei Quattro continenti                                                                                      |                |                |                |                |                | 1ª             | 4ª             | 5ª             |                |                |                |                |                |
| GP Finale |                |                |                |                |                |                | 4ª             |                |                | C              | 5ª             | 1ª             | 3ª             |
| GP NHK Trophy |                |                |                |                |                |                |                |                | 1ª             | 1ª             | 2ª             |                | 1ª             |
| GP della Finlandia |                |                |                |                |                |                | 3ª             |                |                |                |                | 1ª             |                |
| GP Rostelecom Cup |                |                |                |                |                | 5ª             |                |                |                |                |                |                |                |
| GP Trophée Eric Bompard                                                                                                |                |                |                |                |                |                |                | 4ª             |                |                |                |                |                |
| GP Skate America |                |                |                |                |                | 2ª             | 2ª             | 4ª             |                | 4ª             | 1ª             |                |                |
| GP Skate Canada |                |                |                |                |                |                |                |                |                |                |                | 1ª             | 1ª             |
| CS Autumn Classic International                                                                                        |                |                |                |                |                |                |                |                |                |                |                | 1ª             |                |
| CS U.S. Classic |                |                |                |                |                | 4ª             |                |                |                |                |                |                |                |
| CS Ondrej Nepela Trophy                                                                                                |                |                |                |                |                |                |                | 2ª             |                |                |                |                |                |
| CS Lombardia Trophy |                |                |                |                |                |                | 4ª             |                |                |                | 2ª             |                | 3ª             |
| Asian Open |                |                |                | 3ª             |                | 1ª             |                |                |                | 2ª             |                |                |                |
| Asian Winter Games |                |                |                |                |                |                |                |                |                |                |                |                | 2ª             |
| Challenge Cup |                |                |                |                |                |                |                |                |                |                | 1ª             | 1ª             |                |
| Coupe du Printemps |                |                |                |                |                | 2ª             |                |                |                |                |                |                |                |
| Universiadi |                |                |                |                |                |                |                |                |                |                | 2ª             |                |                |
| Internazionali: categoria Junior                                                                                       |                |                |                |                |                |                |                |                |                |                |                |                |                |
| Campionati mondiali |                |                | 6ª             |                | 3ª             |                |                |                |                |                |                |                |                |
| Giochi olimpici giovanili                                                                                              |                |                |                | 6ª             |                |                |                |                |                |                |                |                |                |
| JGP Finale |                |                |                |                | 3ª             |                |                |                |                |                |                |                |                |
| JGP Francia |                |                |                |                | 2ª             |                |                |                |                |                |                |                |                |
| JGP Giappone |                |                | 7ª             |                | 1ª             |                |                |                |                |                |                |                |                |
| JGP Lettonia |                |                |                | 2ª             |                |                |                |                |                |                |                |                |                |
| JGP Polonia |                |                |                | 4ª             |                |                |                |                |                |                |                |                |                |
| JGP Repubblica Ceca |                | 6ª             |                |                |                |                |                |                |                |                |                |                |                |
| Asian Open |                | 1ª             |                |                |                |                |                |                |                |                |                |                |                |
| International Challenge Cup                                                                                            |                | 1ª             |                |                |                |                |                |                |                |                |                |                |                |
| Triglav Trophy | 2ª (Novizi)    |                |                |                |                |                |                |                |                |                |                |                |                |
| Nazionali |                |                |                |                |                |                |                |                |                |                |                |                |                |
| Campionati giapponesi                                                                                                  |                |                | 6ª             | 13ª            | 7ª             | 2ª             | 1ª             | 6ª             | 2ª             | 1ª             | 1ª             | 1ª             | 1ª             |
| Campionati giapponesi juniores                                                                                         | 9ª             | 6ª             | 2ª             | 5ª             | 1ª             |                |                |                |                |                |                |                |                |
| Eventi a squadre |                |                |                |                |                |                |                |                |                |                |                |                |                |
| Giochi olimpici invernali                                                                                              |                |                |                |                |                | 5ª S 5ª P      |                |                |                | 2º S 2ª P      |                |                |                |
| World Team Trophy |                |                |                |                |                |                | 2ªS 3ª P       |                | 3ªS 2ª P       |                | 3ªS 2ª P       |                | 2ªS 2ª P       |
| Japan Open |                |                |                |                |                |                | 1ª S 2ª P      |                |                | 2ªS 4ª P       | 1ª S 1ª P      | 1ª S 1ª P      |                |
| CS = Challenger Series; GP = Grand Prix; JGP = Junior Grand Prix; S = risultato della squadra; P = risultato personale |                |                |                |                |                |                |                |                |                |                |                |                |                |